# Hugo Strauß
Max Hugo Strauß (ur. 25 czerwca 1907 w Mannheimie, zm. 1 listopada 1941 w miejscowości Gołodajewa w obwodzie swierdłowskim) – niemiecki wioślarz i żołnierz, mistrz olimpijski.
Wystartował w dwójkach bez sternika na igrzyskach olimpijskich w Berlinie w 1936 roku. W parze z Willim Eichhornem wywalczył złoty medal. W wyścigu finałowym o 3,1 sekundy wyprzedzili Duńczyków i o 6,9 sekundy Argentyńczyków. Był to jego jedyny start olimpijski.
Razem z Eichhornem kilkukrotnie stawał na podium mistrzostw kraju, w tym w 1936 roku zdobywając złoty medal.
Zginał 1 listopada 1941 podczas walk na froncie wschodnim II wojny światowej. Był żołnierzem SS-Totenkopfstandarte Thüringen.